# Шворцова, Йиржина
Йи́ржина Шво́рцова (чеш. Jiřina Švorcová; 25 мая 1928, Градец-Кралове, Чехословакия, ныне Чехия — 8 августа 2011, Прага, Чехия) — чешская актриса театра, кино и телевидения.

## Биография
По окончании консерватории работала в пражском Театре в Виноградах. В кино с 1949 года («Судный день»). Снималась у таких режиссёров, как Карел Стеклы, Карел Кахиня, Збынек Бриних и других. Похоронена на Стршешовицком кладбище.

## Театр
- «Добринская песня» Павела Когоута — Катержина
- «Кошка на раскалённой крыше» Теннесси Уильямса — Мэй
- «Странная парочка» Нила Саймона — Глэдис

## Избранная фильмография
- 1949 — Судный день / Soudný den
- 1951 — Тьма / Temno
- 1951 — Путь к счастью / Cesta ke štěstí — Власта
- 1952 — Над нами рассвет / Nad námi svítá — Мария
- 1954 — Они приходят из тьмы / Přicházejí z tmy — Тоницка
- 1959 — Король Шумавы / Král Šumavy — Мария Рысова
- 1959 — Вход воспрещён / Vstup zakázán — Йиржина, молодая жена
- 1960 — Тяжёлый понедельник / Zlé pondělí — Саша Турновска
- 1960 — Авария / Smyk — Мария
- 1961 — Цепи / Pouta — Магда Музикарова
- 1961 — Тереза / Tereza — Тереза Махатова
- 1961 — Репортаж с петлёй на шее / Reportáž psaná na oprátce — Елинкова
- 1962 — Горячее сердце / Horoucí srdce — Божена Немцова
- 1971 — Человек не одинок / Člověk není sám
- 1975 — Мать / Matka
- 1976 — Какого цвета любовь / Jakou barvu má láska — Карла
- 1977 —  / Žena za pultem — Анна Голубова
- 1980 —  / Okres na severu — Платеникова
- 1983 — Странствования Яна Амоса / Putování Jana Amose — Чирилова
- 1984 —  / Anynka a čert  — мама (ТВ)
- 1984 — Мы все, обязательно посещающие школу / My všichni školou povinní — Вера Копецка (сериал)
- 1986 — Большое киноограбление / Velká filmová loupež
- 1989 — Годы перерыва / Roky přelomu — Гана Бонешова (мини-сериал)

## Награды
- ? — Заслуженная артистка ЧССР
- ? — Орден Труда
- 1978 — Орден Победного Февраля
- 1984 — Народная артистка ЧССР